# Идиллия

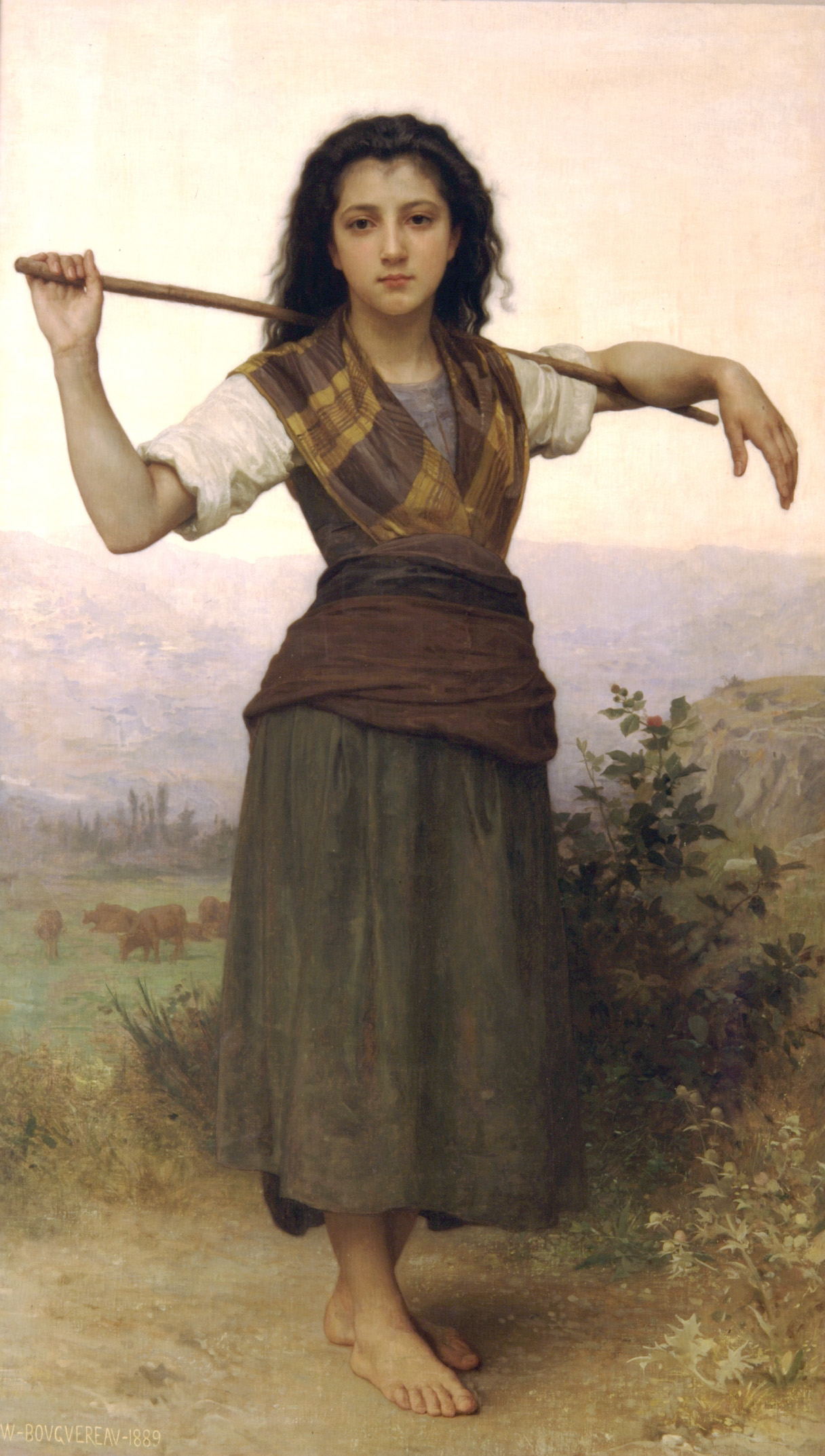
«Пастушка»
(художник В. Бугро)

Иди́ллия (лат. idyllium от др.-греч. εἰδύλλιον — «небольшое изображение», «картинка», уменьшительное от είδος — «вид», «картина») — первоначально (в Древнем Риме) небольшое стихотворение на тему сельской жизни. Позднее в Византии словом εἰδύλλιον пользовались схолиасты, толковавшие отдельные места из сочинений Феокрита.
В историко-литературном отношении значение термина «идиллия» в значительной мере пересекается с «пасторалью» и «буколиками»; различие проявляется в том, что «идиллией» называют отдельное стихотворное произведение пасторального жанра, не ограничивающееся жизнеописанием лишь пастушеского быта. В новейшее время это узкое значение размывается, и идиллией часто называют произведения о мирной жизни влюблённой пары («Старосветские помещики» Гоголя), или даже о мирном патриархальном быте вообще, не обязательно сельском.

## Античность
Идиллию в Древней Греции обычно связывают с именами поэтов Феокрита (III в. до н. э.), Мосха (III в. до н. э.), Биона (II в. до н. э.)